# Arthroleptis zimmeri
Arthroleptis zimmeri là một loài ếch thuộc họ Arthroleptidae.
Đây là loài đặc hữu của Ghana.
Môi trường sống tự nhiên của chúng là rừng thoái hóa nghiêm trọng and.